# Project Veritas
Project Veritas est un groupe militant américain d'extrême droite fondé par James O'Keefe en 2010. Le groupe produit des vidéos au montage trompeur de ses opérations d'infiltration, qui utilisent des enregistrements secrets dans le but de discréditer les organisations médiatiques grand public et les groupes progressistes. Project Veritas utilise également des pièges pour faire de la mauvaise publicité pour ses cibles, et propage de la désinformation et des théories du complot dans ses vidéos et opérations,,. Le groupe soutient et est soutenu par le parti républicain.

## Histoire
Parmi les cibles du Project Veritas figurent Planned Parenthood, Association of Community Organizations for Reform Now (ACORN), National Public Radio (NPR), CNN et le Washington Post. En 2009, les associés de Project Veritas publient des vidéos trompeuses montrant des employés d'ACORN donnant des conseils sur la dissimulation d'activités illégales, ce qui entraîne la fermeture d'ACORN après la perte de son financement ; ACORN est innocenté par le procureur général de Californie en 2010, et les associés ont versé un total de 150 000 dollars de règlement à un employé d'ACORN qui les avait poursuivis pour diffamation. Vivian Schiller, PDG de la NPR, démissionne en 2013 à la suite de la publication par Project Veritas d'une vidéo montée de manière trompeuse montrant un autre cadre de NPR faisant des commentaires controversés sur le mouvement Tea Party et le financement fédéral de la NPR. Project Veritas a tenté sans succès de tromper le Washington Post en publiant de fausses informations sur les allégations d'«inconduite sexuelle» de Roy Moore en 2017 ; le Washington Post a remporté un prix Pulitzer après avoir découvert l'opération,.
En tant qu'organisation non gouvernementale, Project Veritas est financé par le fond conservateur Donors Trust (en) (qui a fourni plus de 6,6 millions de dollars de 2011 à 2019) et d'autres soutiens, dont la Donald J. Trump Foundation. En 2020, le New York Times publie un exposé détaillant l'utilisation par Project Veritas d'espions recrutés par Erik Prince, pour infiltrer les campagnes du parti démocrate au Congrès, les organisations syndicales et d'autres groupes considérés comme hostiles au programme de Donald Trump. L'article du New York Times dévoile les liens étroits d'O'Keefe et de Prince avec l'administration Trump, et détaille des contributions telles qu'un transfert de fonds d'un million de dollars d'une source non divulguée pour soutenir leur travail. Les conclusions se fondent en partie sur des documents de découverte dans une affaire portée par l'American Federation of Teachers, Michigan, qui avait été infiltrée par Project Veritas.
En 2020, James O’Keefe affirme après la défaite de Donald Trump à l'élection présidentielle américaine de 2020, que l'élection a été truquée en faveur de Joe Biden et publie des contenus en ce sens, ce qui a participé à aboutir à l'assaut du Capitole par des partisans de Donald Trump.
En 2021, Project Veritas publie des vidéos de désinformation scénarisées sur le Vaccin contre la Covid-19 et l'entreprise pharmaceutique Pfizer, laissant croire que leur vaccin serait inefficace, que les effets indésirables de celui-ci serait cachés aux autorités, et que l'entreprise serait avant tout motivée par l'argent, ou même encore que le développement du vaccin aurait été fait à partir de tissus de fœtus humain.